# ناشفيل (فلم)
ناشفيل (بالإنجليزية: Nashville) هو فيلم كوميدي تم إنتاجه في الولايات المتحدة وصدر في سنة 1975. الفيلم من إخراج روبرت ألتمان.

## بطولة
- جيرالدين تشابلن
- ليلي توملن

### ترشيحات وجوائز
| السنة | الحدث  | الفئة      | النتيجة  |
| ----- | ------ | ---------- | -------- |
|       | أوسكار | أفضل أغنية | فـــــوز |

## الميزانية والإيرادات
بلغت تكلفة إنتاج الفيلم حوالي 2.2 مليون دولار بينما حقق أرباحا تقدر بـ 9,984,123 دولار.

## وصلات خارجية
- مقالات تستعمل روابط فنية بلا صلة مع ويكي بيانات

1. ↑  "معلومات عن ناشفيل (فيلم) على موقع moviemeter.nl". moviemeter.nl. مؤرشف من الأصل في 2015-04-21.
2. ↑  "معلومات عن ناشفيل (فيلم) على موقع elfilm.com". elfilm.com. مؤرشف من الأصل في 2013-04-07.
3. ↑  "معلومات عن ناشفيل (فيلم) على موقع moviepilot.de". moviepilot.de. مؤرشف من الأصل في 2017-12-06.